# Юрта № 15 (7 башкирский кантон)
Юрта № 15 7-го башкирского кантона — административная единица в составе башкиро-мишарского войска.
На 1842 год в нём жили 1522 человека, 773 мужского, 749 женского пола.
В юрту № 15 входили деревни:
- Нижней Буранчино — 85 человек, 43 мужчины, 42 женщины
- Верхней Буранчино — 129 человек, 68 мужчин, 61 женщина
- Нижней Кусяпкулово — 141 человек, 76 мужчин, 65 женщин
- Верхней Кусяпкулово — 276 человек, по 138 мужчин и женщин
- Ишимбаевой — 28 человек, 13 мужчин, 15 женщин
- Ярьбишкадановой — 142 человека, 72 мужчины, 70 женщин
- Смакаевой — 199 человек, 95 мужчин, 104 женщины
- Байгузиной — 316 человек, 165 мужчин, 151 женщин
- Кунказаевой — 206 человек, по 103 мужчины и женщин